# Handleyomys chapmani
Handleyomys chapmani és una espècie de mamífer rosegador de la família dels cricètids. És endèmic de Mèxic, on viu a altituds d'entre 1.500 i 2.500 msnm. El seu hàbitat natural són les selves nebuloses. Està amenaçat per la desforestació. L'espècie fou anomenada en honor de l'ornitòleg estatunidenc Frank Michler Chapman.